# William Sutherland Dun
William Sutherland Dun (Cleveland House, Cheltenham, 1 de julho de 1868 — 7 de outubro de 1934) foi um paleontologista e geólogo australiano nascido na Inglaterra. Foi presidente da Royal Society of New South Wales.
Dun era filho do Major Percy Henderson Dun, do antigo exército da Companhia das Índias Orientais, e de Catherine Eliza Jane. A família mudou-se para a Austrália em 1869, e Dun foi educado no Newington College (1882-1886) e na Universidade de Sydney.